# U-22 (1936)
| U-22                       | U-22                                               | U-22                                               |
| -------------------------- | -------------------------------------------------- | -------------------------------------------------- |
|                            |                                                    |                                                    |
|                            |                                                    |                                                    |
|                            |                                                    |                                                    |
| Під прапором               | Третій рейх                                        | Третій рейх                                        |
| Порт приписки              | Мемель Кіль Вільгельмсгафен                        | Мемель Кіль Вільгельмсгафен                        |
| Спуск на воду              | 29 липня 1936                                      | 29 липня 1936                                      |
| Виведений зі складу флоту  | березень-квітень 1940                              | березень-квітень 1940                              |
| Сучасний статус            | зник безвісти                                      | зник безвісти                                      |
| Проєкт                     |                                                    |                                                    |
| Тип ПЧ                     | Малий ДПЧ                                          | Малий ДПЧ                                          |
| Основні характеристики     |                                                    |                                                    |
| Швидкість (надводна)       | 13 вузлів                                          | 13 вузлів                                          |
| Швидкість (підводна)       | 7 вузлів                                           | 7 вузлів                                           |
| Гранична глибина занурення | 150 м                                              | 150 м                                              |
| Екіпаж                     | 25 осіб                                            | 25 осіб                                            |
| Розміри                    |                                                    |                                                    |
| Довжина найбільша (по КВЛ) | 42,7 м                                             | 42,7 м                                             |
| Ширина корпусу найб.       | 4,08 м                                             | 4,08 м                                             |
| Висота                     | 8,6 м                                              | 8,6 м                                              |
| Середня осадка (по КВЛ)    | 3,90 м                                             | 3,90 м                                             |
| Водотоннажність надводна   | 279 т                                              | 279 т                                              |
| Озброєння                  |                                                    |                                                    |
| Артилерія                  | 1 × 2 cm/65 C/30 (1000 снарядів)                   | 1 × 2 cm/65 C/30 (1000 снарядів)                   |
| Торпедно- мінне озброєння  | 3 TA 5 торпед або 18 мін (за іншими даними ТМА 12) | 3 TA 5 торпед або 18 мін (за іншими даними ТМА 12) |

U-22 — малий німецький підводний човен типу II-B для прибережних вод, часів Другої світової війни. Заводський номер 552
Введений у стрій 20 серпня 1936 року. Приписаний до 3-ї флотилії. З 1 січня 1940 року приписаний до 1-ї флотилії. Зробив 7 бойових походів, потопив 6 суден (7344 брт), 2 допоміжних військових судна (3633 БРТ) і 1 бойовий корабель (1497 т). Пропав 27 березня 1940 року в протоці Скагеррак, імовірно, загинув на мінах.

## Командири
- Капітан-лейтенант Гаральд Гроссе (23 грудня 1936 — 4 жовтня 1937)
- Капітан-лейтенант Вернер Вінтер (1 жовтня 1937 — 3 жовтня 1939)
- Капітан-лейтенант Карл-Генріх Єніш (4 жовтня 1939 — 27 жовтня 1940)

## Потоплені та пошкоджені судна
| Дата              | Тип судна             | Назва судна   | Тоннаж | Статус     | Належність      | Примітка            | Вантаж          | Координати                                                |
| ----------------- | --------------------- | ------------- | ------ | ---------- | --------------- | ------------------- | --------------- | --------------------------------------------------------- |
| 18 листопада 1939 | траулер               | Wigmore       | 345    | потоплений | Велика Британія |                     |                 | 57°59′ пн. ш. 2°18′ зх. д. / 57.983° пн. ш. 2.300° зх. д. |
| 20 листопада 1939 | вантажне судно        | Mars          | 1 877  | потоплено  | Швеція          | підірвалося на міні | дерево          | 54°51′ пн. ш. 1°16′ зх. д. / 54.850° пн. ш. 1.267° зх. д. |
| 23 грудня 1939    | ремонтний корабель    | HMS Dolphin   | 3 099  | потоплено  | Велика Британія | підірвався на міні  |                 | 55°06′ пн. ш. 1°27′ зх. д. / 55.100° пн. ш. 1.450° зх. д. |
| 25 грудня 1939    | мінний тральщик       | HMS Loch Doon | 534    | потоплено  | Велика Британія | підірвався на міні  |                 | 54°51′ пн. ш. 1°16′ зх. д. / 54.850° пн. ш. 1.267° зх. д. |
| 28 грудня 1939    | вантажне судно        | Hanne         | 1 080  | потоплено  | Данія           | підірвалося на міні | в баласті       | 54°51′ пн. ш. 1°16′ зх. д. / 54.850° пн. ш. 1.267° зх. д. |
| 21 січня 1940     | вантажне судно        | Ferryhill     | 1 086  | потоплено  | Велика Британія | підірвалося на міні | 1 200 т вугілля | 55°05′ пн. ш. 1°27′ зх. д. / 55.083° пн. ш. 1.450° зх. д. |
| 21 січня 1940     | ескадрений міноносець | «Ексмут»      | 1 475  | потоплений | Велика Британія |                     |                 | 58°18′ пн. ш. 2°25′ зх. д. / 58.300° пн. ш. 2.417° зх. д. |
| 21 січня 1940     | вантажне судно        | Tekla         | 1 469  | потоплено  | Данія           |                     | вугілля і кокс  | 58°18′ пн. ш. 2°25′ зх. д. / 58.300° пн. ш. 2.417° зх. д. |
| 28 січня 1940     | вантажне судно        | Eston         | 1 487  | потоплено  | Велика Британія |                     | в баласті       | 55°03′ пн. ш. 1°24′ зх. д. / 55.050° пн. ш. 1.400° зх. д. |